# Dimethylsulfon
Dimethylsulfon ist der einfachste Vertreter aus der Stoffklasse der Sulfone, somit eine organische Schwefelverbindung. Es unterscheidet sich vom Lösungsmittel Dimethylsulfoxid durch ein zusätzlich gebundenes Sauerstoffatom am Schwefelatom.

## Vorkommen
Dimethylsulfon kommt in vielen tierischen und pflanzlichen Organismen vor und ist auch Bestandteil der menschlichen Ernährung. Vergleichsweise hohe Konzentrationen findet man in Kuhmilch (3,3 ppm) und Kaffee (1,6 ppm). Weitere schwefelhaltige Nahrungsmittel sind u. a. Eier, Fisch, Fleisch, Zwiebeln, Knoblauch, Brokkoli, Cashewkerne, Walnüsse, Mandeln und Sesamsamen.

## Darstellung
Sulfone lassen sich generell durch Oxidation der entsprechenden Sulfide darstellen, Dimethylsulfon beispielsweise durch Oxidation von Dimethylsulfid mit Wasserstoffperoxid H2O2. Dabei entsteht als Zwischenprodukt Dimethylsulfoxid.

## Eigenschaften

### Physikalische und chemische Eigenschaften
Reines Dimethylsulfon bildet farblose, geruchlose, wasserlösliche und leicht bitter schmeckende Kristalle. Der Schmelzpunkt wurde bei 109 °C mit einer Schmelzenthalpie von 18,28 kJ·mol−1 bestimmt. Die molare Verdampfungsenthalpie beträgt am Siedepunkt 56,0 kJ·mol−1. Die Verbindung ist brennbar, aber mit einem Flammpunkt von 143 °C schwer entzündbar.

Ähnlich wie Dimethylsulfoxid ist Dimethylsulfon schwach CH-azid, sodass es durch starke Basen wie z. B. Butyllithium deprotoniert werden kann.

### Pharmakologische Eigenschaften
In einem Tierversuch mit künstlich induzierten malignen Tumoren des Dickdarms und der Brust konnte ein verzögerter Krankheitsausbruch bei Gabe von Dimethylsulfon beobachtet werden. Forscher der koreanischen Universität Konkuk stellten im Jahr 2012 eine hemmende Wirkung von Dimethylsulfon auf menschliche Brustkrebszellen fest. Sowohl im in-vitro- als auch im in-vivo-Versuch beobachteten sie eine regulatorische Wirkung auf STAT3, STAT5b, IGF-1R, IGF-1 und VEGF, welche an Tumorentstehung, Tumorwachstum und Metastasierung beteiligt sind.

## Biologische Bedeutung
Ähnlich wie bei der Darstellung im Labor ist Dimethylsulfon auch im Organismus von Säugetieren das Produkt der Metabolisierung von Dimethylsulfoxid. Dieses wird in der Leber über das Cytochrom-P450-Enzymsystem zu Dimethylsulfon oxidiert und dann mit dem Harn ausgeschieden.

## Verwendung als Nahrungsergänzungsmittel
Dimethylsulfon wird, meist unter der Bezeichnung Methylsulfonylmethan (MSM), als Nahrungsergänzungsmittel für Menschen und Tiere, insbesondere Pferde, angeboten. Es soll einen Mangel an Schwefel im Organismus ausgleichen.
In der Ratgeberliteratur wird dem Stoff eine Vielzahl verschiedener Wirkungen zugesprochen, beispielsweise eine Förderung der Kollagenbildung, eine Stärkung des  Immunsystems oder die Unterstützung der Darmfunktion. Die Europäische Behörde für Lebensmittelsicherheit (EFSA) hat 2010 in einer Stellungnahme diese und andere behauptete gesundheitliche Wirkungen als wissenschaftlich nicht belegt gewertet, mit jenen im Zusammenhang mit MSM zugeschriebenen Wirkungen dürfe daher nicht geworben werden.
Laut Magazin Öko-Test ergibt die zusätzliche Aufnahme von Schwefel in Form von Dimethylsulfon keinen Sinn, da in Deutschland keine Mangelernährung an Proteinen bestehe, welche die Hauptquelle für Schwefel in der Nahrung darstellen. Wegen der proteinreichen Ernährung in westlichen Ländern ist ein „Schwefelmangel“ noch nicht beschrieben worden. Die Verbraucherzentrale warnt und weist darauf hin, dass MSM weder Heilmittel, noch zugelassenes Medikament ist. Darüber hinaus sind Nebenwirkungen bei der Langzeiteinnahme nicht bekannt.